# Cassida stigmatica
Cassida stigmatica là một loài bọ cánh cứng trong họ Chrysomelidae. Loài này được Suffrian miêu tả khoa học năm 1844.

## Hình ảnh

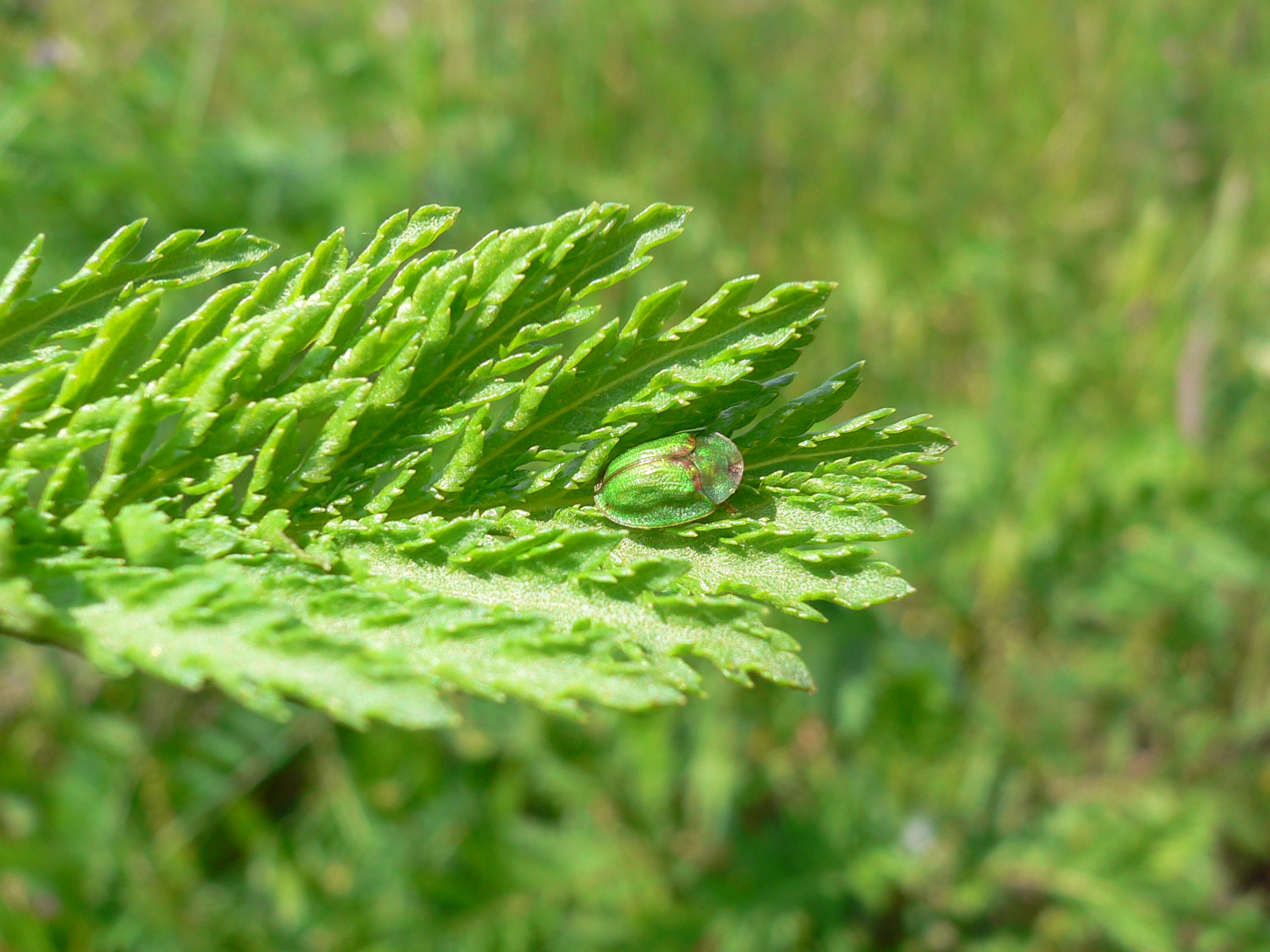
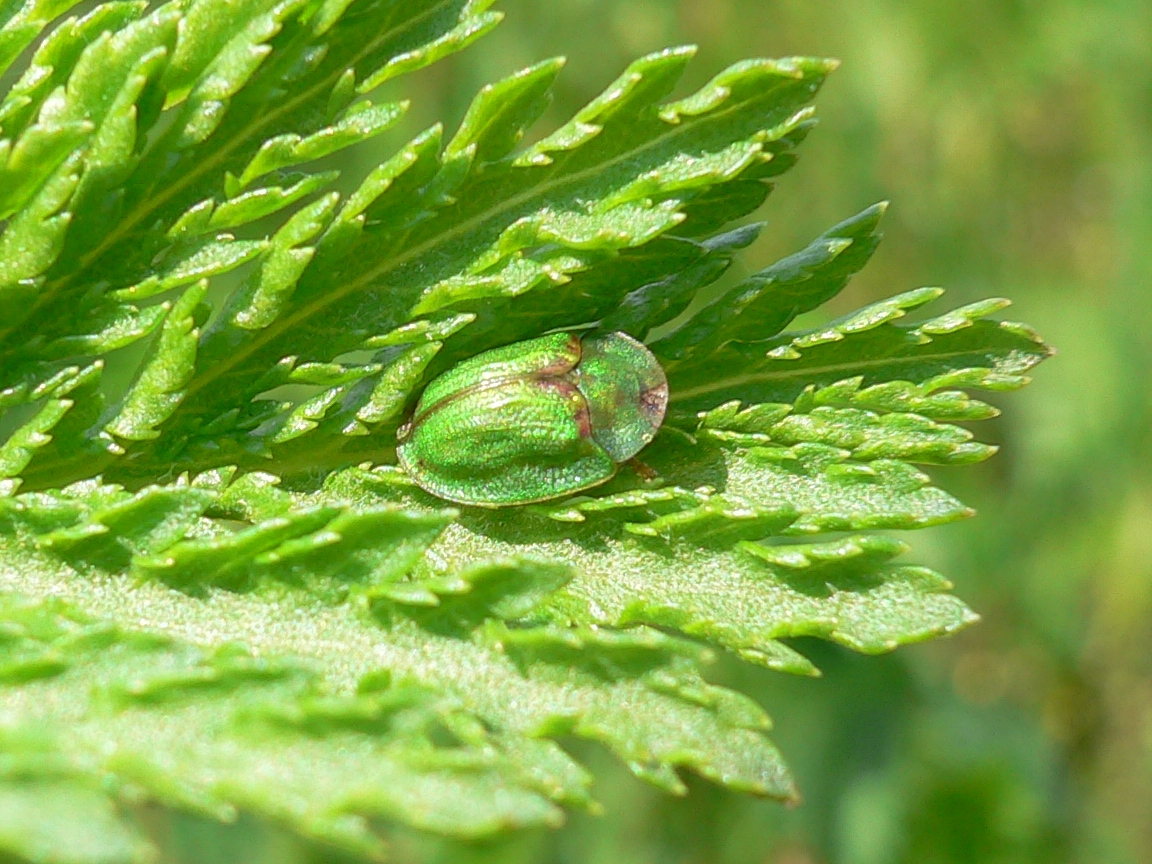
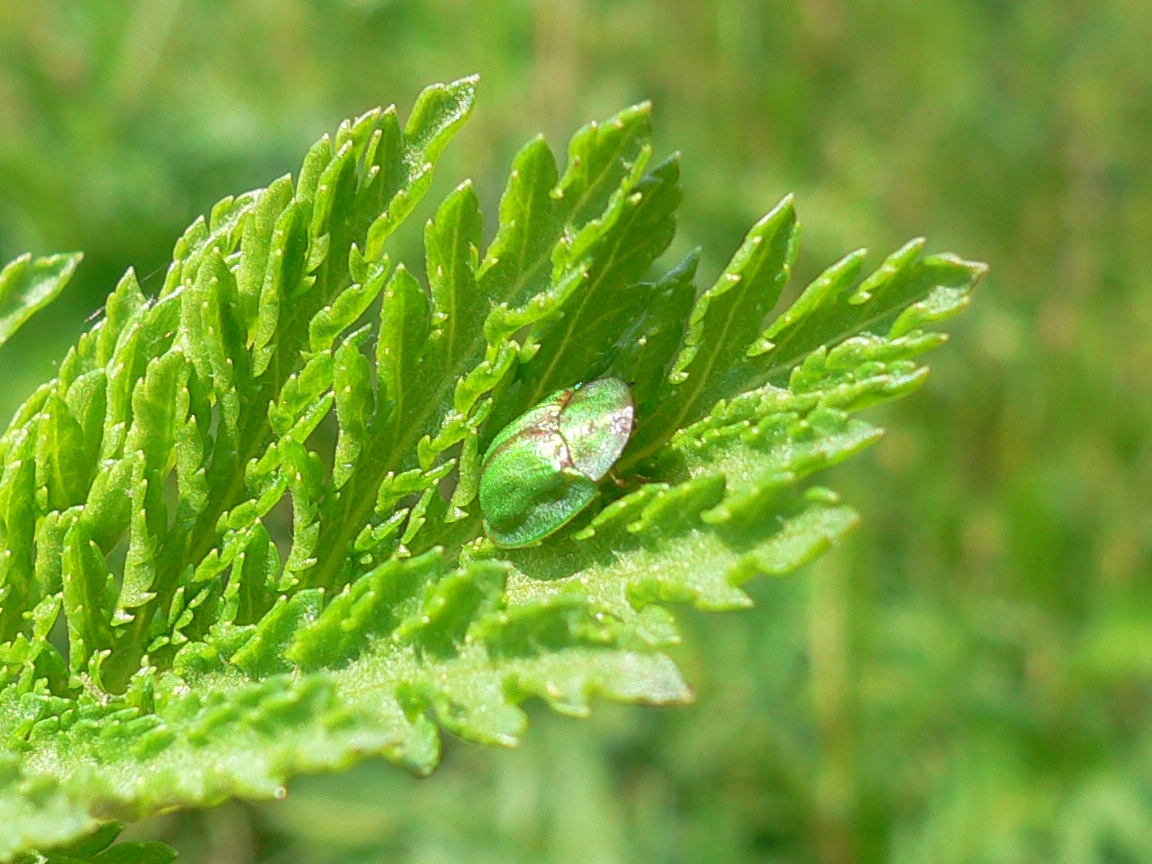
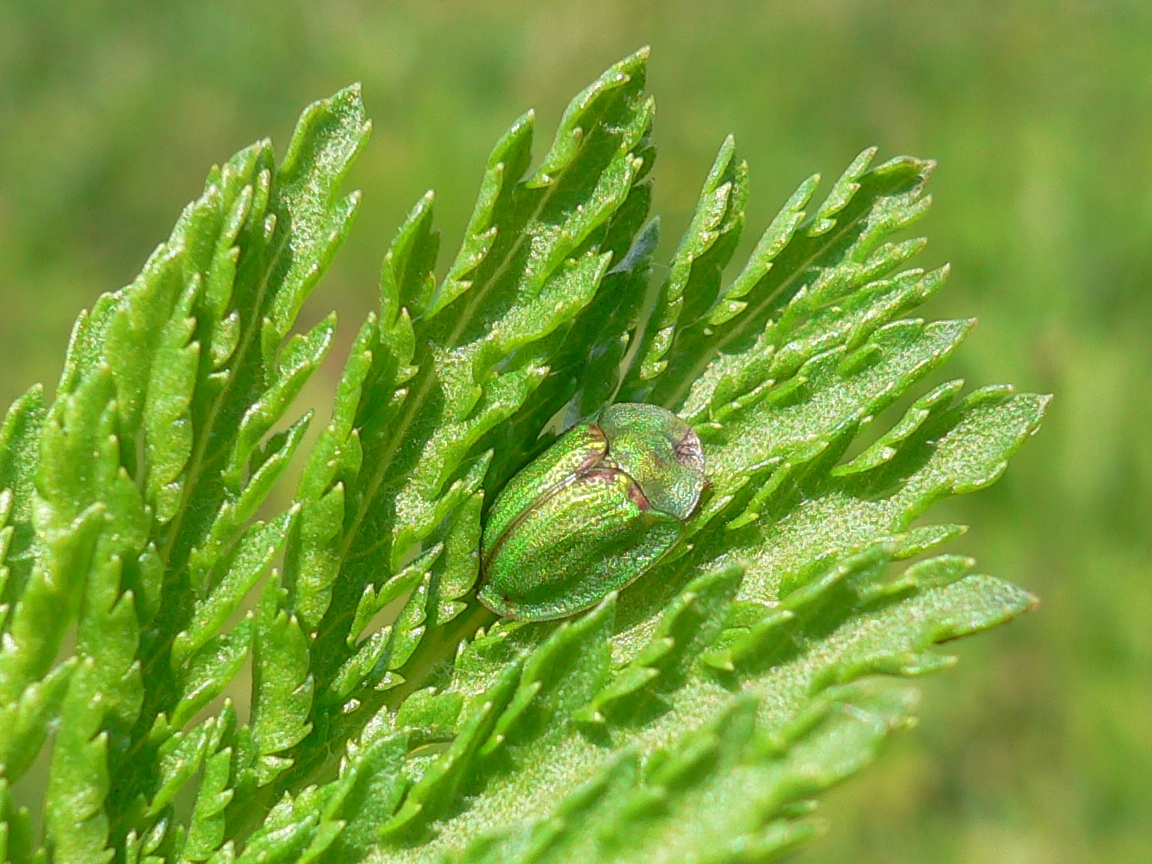